# Часън
Часън (правопис по системата на Маккюн-Райшауер Chasŏng) е кун (община) в провинция Чаган, Северна Корея. Главният град (уп) е Часън, който се намира непосредствено до границата с Китай. Други по-важни градове са Хенджанпхьон и Умне. Населението на общината е не повече от 10 000 души.